# Italia la Concursul Muzical Eurovision Junior
Italia a debutat la Concursul Muzical Eurovision Junior în 2014.

## Participanți

#### Legendă:
Câștigător
     Locul al doilea
     Locul al treilea
     Ultimul loc
| An   | Gazdă    | Artist                    | Piesă                           | Loc | Puncte |
| ---- | -------- | ------------------------- | ------------------------------- | --- | ------ |
| 2014 | Malta    | Vincenzo Cantiello        | "Tu primo gbrande amore"        | 1   | 159    |
| 2015 | Sofia    | Chiara & Martina Scarpari | "Viva"                          | 16  | 34     |
| 2016 | Valletta | Fiamma Boccia             | "Cara Mamma (Dear Mom)"         | 3   | 209    |
| 2017 | Tbilisi  | Maria Iside Fiore         | "Scelgo (My Choice)"            | 11  | 86     |
| 2018 | Minsk    | Melissa & Marco           | "What is Love"                  | 7   | 151    |
| 2019 | Gliwice  | Marta Viola               | "La voce della terra"           | 7   | 129    |
| 2021 | Paris    | Elisabetta Lizza          | "Specchio (Mirror on the Wall)" | 10  | 107    |
| 2022 | Erevan   | Chanel Dilecta            | "Bla Bla Bla"                   | 11  | 95     |